# Divergentni
Divergentni je prvi roman američke autorke Veronike Rot i prvi deo istoimene trilogije. Radnja je smeštena u distopijskom Čikagu i, imajući u vidu temu knjige, kao i ciljnu publiku, često se upoređuje sa ostalim popularnim distopijskim romanima, kao što su Igre gladi. 
Knjigu Divergentni je u Srbiji prevela izdavačka kuća Urban Reads. Takođe, prevela je i dva nastavka knjige, a to su Pobunjeni i Odani.
Kompanija Summit Entertainment je kupila filmska prava za knjigu i u oktobru 2012, započela sa odabirom glumaca za film, koji će nositi isti naziv kao i knjiga. Drugi roman u trilogiji, енгл. Insurgent, izdat je 1. maja 2012. godine, a treća knjiga, енгл. Allegiant, izdata je 22. oktobra, 2013. godine.

## Sadržaj
U dalekoj budućnosti, grad Čikago je podelio društvo na pet odvojenih frakcija, od kojih svaka predstavlja određene vrline čovečanstva: Nesebični, Miroljubivi, Čestiti, Neustrašivi i Učeni. Na Dan odabira, svi šesnaestogodišnjaci u gradu polažu test sklonosti kojim se određuje kojoj frakciji zaista svako od njih pripada. Nakon testa, oni ipak imaju slobodu da sami odluče da li će se prebaciti u frakciju koju im je test sklonosti sugerisao ili će ostati u onoj u kojoj su rođeni.
Šesnaestogodišnja Beatris Prajor je rođena u porodici Nesebičnih, ali tamo se nikada nije osećala prijatno – uprkos ljudima oko sebe, bila je usamljena i osećala je da je život među Nesebičnima sputava, kao da tamo istinski ne pripada. Kada je došlo vreme za test sklonosti, ispostavilo se da su njeni rezultati nejasni: da ne pripada samo jednoj frakciji, već da poseduje sklonosti ka trima – Nesebičnima, Učenima i Neustrašivima. U najvećoj tajnosti je saznala istinu o sebi i upozorena je da tu informaciju nikada, ni pod kojim uslovima, ne deli ni sa kim. 
Na Dan odabira, kada svi šesnaestogodišnjaci biraju u kojoj frakciji će nastaviti svoje živote, Beatris konačno donosi odluku da napusti svoju rodnu frakciju i pridruži se Neustrašivima, dok njen brat, Kaleb , bira Učene. Beatris i ostali transferi prolaze kroz komplikovanu inicijaciju koja ima za cilj da, na osnovu rezultata tri stupnja obuke, odluči o tome ko će od njih postati pripadnik i nastaviti život u Neustrašivosti.
Instruktor Neustrašivih, Četiri, objašnjava da neće svi transferi biti prihvaćeni u frakciju, već samo najboljih deset. Ostali će se pridružiti onima bez frakcije. Za razliku od Neustrašivih, ostale frakcije dozvoljavaju svima da se pridruže. 
Beatris menja svoje ime u Tris i sprijateljuje se sa više transfera - Kristinom , Al-om i Vil-om, dok ipak dolazi u konflikt s drugima - Peterom , Dru-om i Moli. Takođe ima prijatelje rođene u frakciji Neustrašivih - Juraja, Lin i Marlin

## Nagrade
Goodreads Choice Award za Favorite Book of 2011 i za Best Young Adult Fantasy & Science Fiction (2011), ALA Teens' Top Ten Nominee (2012), Children's Choice Book Award Nominee za Teen Choice Book of the Year (2012), Abraham Lincoln Award Nominee (2014), DABWAHA (Dear Author Bitchery Writing Award za Hella Authors) za Best Young Adult Romance (2012)

## Film
Prava za adaptaciju knjige je otkupila Kompanija енгл. Summit Entertainment. Za reditelja je odabran Nil Burger, Šajlin Vudli će tumačiti Beatris Prajor. Tio Džejms kao Četiri, Kejt Vinslet kao Džanin Metjus, Toni Goldvin kao Endrju Prajor; Ešli Džad kao Natali Prajor, Megi Q kao Tori, Zoi Krevic kao Kristina, Ensel Elgort kao Kejleb, Majls Teler kao Piter i Džej Kortni kao Erik.

## Spoljašnje veze
- Veronika Rot: Books(језик: енглески)